# Омер (Мічиган)
Омер (англ. Omer) — місто (англ. city) в США, в окрузі Аренак штату Мічиган. Населення — 274 особи (2020).

## Географія
Омер розташований за координатами 44°2′56″ пн. ш. 83°51′26″ зх. д. / 44.04889° пн. ш. 83.85722° зх. д. (44.048897, -83.857288).  За даними Бюро перепису населення США в 2010 році місто мало площу 3,01 км², з яких 2,93 км² — суходіл та 0,07 км² — водойми.

## Демографія
Згідно з переписом 2010 року, у місті мешкало 313 осіб у 131 домогосподарстві у складі 82 родин. Густота населення становила 104 особи/км².  Було 162 помешкання (54/км²).
Расовий склад населення:
| - 94,2 % — білих - 4,2 % — корінних американців - 0,3 % — чорних або афроамериканців |

До двох чи більше рас належало 1,0 %. Частка іспаномовних становила 0,0 % від усіх жителів.
За віковим діапазоном населення розподілялося таким чином: 22,4 % — особи молодші 18 років, 59,7 % — особи у віці 18—64 років, 17,9 % — особи у віці 65 років та старші. Медіана віку мешканця становила 40,8 року. На 100 осіб жіночої статі у місті припадало 100,6 чоловіків;  на 100 жінок у віці від 18 років та старших — 99,2 чоловіків також старших 18 років.
Середній дохід на одне домашнє господарство  становив 43 989 доларів США (медіана — 41 750), а середній дохід на одну сім'ю — 44 806 доларів (медіана — 43 083). Медіана доходів становила 31 964 долари для чоловіків та 21 667 доларів для жінок. За межею бідності перебувало 11,1 % осіб, у тому числі 10,1 % дітей у віці до 18 років та 6,7 % осіб у віці 65 років та старших.
Цивільне працевлаштоване населення становило 127 осіб. Основні галузі зайнятості: освіта, охорона здоров'я та соціальна допомога — 27,6 %, виробництво — 18,1 %, мистецтво, розваги та відпочинок — 17,3 %.